# Tucana-V-Zwerggalaxie
Die Tucana-V-Zwerggalaxie, kurz auch Tucana V oder Tucana 5, ist eine im Jahr 2015 entdeckte Zwerggalaxie des Typs dSph im Sternbild Tukan in der Lokalen Gruppe und eine der Satellitengalaxien der Milchstraße.

## Eigenschaften
Tuc V dSph besitzt einen Halblichtradius von {\displaystyle r_{h}=1{,}0_{-0,3}^{+0,3}} ′, was bei einer Entfernung von etwa 55 kpc einer Größe von (17 ± 6) pc entspricht.

## Weiteres
- Liste der Galaxien der Lokalen Gruppe